# Résolution 237 du Conseil de sécurité des Nations unies
Membres permanents
- Chine (Taïwan)
- États-Unis
- France
- Royaume-Uni
- URSS

Membres non permanents
- Argentine
- Brésil
- Bulgarie
- Canada
- Danemark
- Éthiopie
- Inde
- Japon
- Mali
- Nigéria

Résolution no 236 Résolution no 238
La Résolution 237  est une résolution du Conseil de sécurité des Nations unies adoptée le 14 juin 1967, dans sa 1361e séance, qui demande au gouvernement d'Israël d'assurer la sécurité et le bien-être des habitants des zones où des opérations militaires ont eu lieu et de faciliter le retour de ces habitants qui avaient fui. 
La résolution a également recommandé aux gouvernements concernés de respecter les principes humanitaires régissant le traitement des prisonniers de guerre et la protection des personnes civiles en temps de guerre contenues dans les Conventions de Genève. Le Conseil a également prié le Secrétaire général de suivre la mise en œuvre effective de la présente résolution et de faire un rapport.

## Vote
La résolution a été approuvée à l'unanimité.

## Contexte historique
Cette résolution n'a pas été respectée par Israël.

## Texte
- Résolution 237 Sur fr.wikisource.org
- Résolution 237 Sur en.wikisource.org